# Koljolansaari
Koljolansaari är en ö i Finland. Den ligger i sjön Ule träsk och i kommunen Paldamo i den ekonomiska regionen  Kajana ekonomiska region  och landskapet Kajanaland, i den centrala delen av landet, 500 km norr om huvudstaden Helsingfors. Öns area är 1,07 kvadratkilometer och dess största längd är 1,6 kilometer i sydväst-nordöstlig riktning.